# 四本木 (名古屋市)
四本木（しほんぎ）は、愛知県名古屋市緑区の町名。丁番を持たない単独町名である。住居表示未実施。

## 地理
名古屋市緑区の南東部に位置し、東は鳴海町、西と北は曽根、南は左京山に接する。

### 河川
- 手越川

## 歴史

### 町名の由来
鳴海町の小字名「四本木」による。字義通り、四本の木が生えていたのだという。

### 行政区画の沿革
- 1998年（平成10年）11月30日 - 緑区鳴海町の一部より、同区四本木が成立[7]。

## 世帯数と人口
2019年（平成31年）3月1日現在の世帯数と人口は以下の通りである。
| 町丁   | 世帯数  | 人口    |
| ------ | ------- | ------- |
| 四本木 | 470世帯 | 1,032人 |

### 人口の変遷
国勢調査による人口の推移
| 2000年（平成12年） | 863人   | [ 8 ]  |  |
| 2005年（平成17年） | 921人   | [ 9 ]  |  |
| 2010年（平成22年） | 941人   | [ 10 ] |  |
| 2015年（平成27年） | 1,012人 | [ 11 ] |  |

## 学区
市立小・中学校に通う場合、学校等は以下の通りとなる。また、公立高等学校全日制普通科に通う場合の学区は以下の通りとなる。
| 番・番地等 | 小学校               | 中学校                 | 高等学校 |
| ---------- | -------------------- | ---------------------- | -------- |
| 全域       | 名古屋市立平子小学校 | 名古屋市立左京山中学校 | 尾張学区 |

## 交通
- 愛知県道222号緑瑞穂線（旧東海道）

## 施設
- マックスバリュ 左京山店
- ウエルシア 名古屋左京山店
- 名古屋左京山郵便局

## その他

### 日本郵便
- 郵便番号 : 458-0039[3]（集配局：緑郵便局[14]）。